# Gałka blada

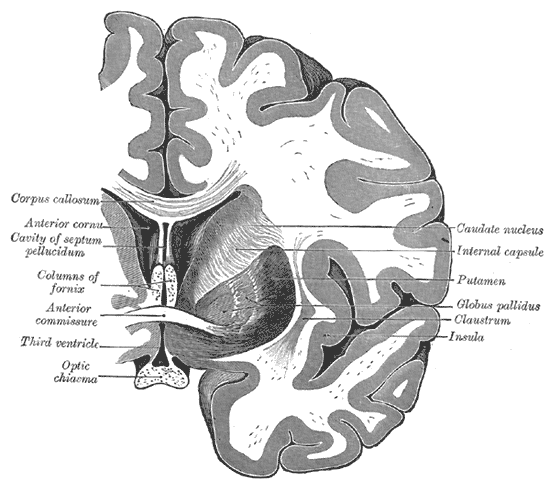
Przekrój poprzeczny przez mózgowie, zaznaczona gałka blada (globus pallidus)

Gałka blada (łac. globus pallidus) – część kresomózgowia. Bocznie od gałki bladej znajduje się skorupa, która razem z nią tworzy jądro soczewkowate. Gałkę bladą od skorupy oddziela pionowo ustawiona blaszka istoty białej, blaszka rdzenna boczna. 
Gałka blada jest podzielona pionowo biegnącą blaszką rdzenną przyśrodkową na część przyśrodkową i boczną. 
W gałce bladej znajdują się rzadko rozmieszczone, duże neurony, których aksony wychodzą z przyśrodkowej i bocznej części gałki bladej, przebijają torebkę wewnętrzną i biegną do:
- jądra niskowzgórzowego (jądra Luysa) – poprzez pęczek niskowzgórzowy
- wzgórza
- tworu siatkowatego śródmózgowia
- istoty czarnej śródmózgowia[2][1].